# Liste der Kulturdenkmale in Rosport-Mompach
In der Liste der Kulturdenkmale in Rosport-Mompach sind alle Kulturdenkmale der luxemburgischen Gemeinde Rosport-Mompach aufgeführt (Stand: 15. Juli 2025).

## Kulturdenkmale nach Ortsteil

### Born
| Bild           | Bezeichnung      | Lage                   | Beschreibung | Stufe | Eingetragen seit |
| -------------- | ---------------- | ---------------------- | ------------ | ----- | ---------------- |
| Weitere Bilder | Kirche St-Martin | Schlassstrooss (Karte) |              | PCN   | 23. April 2019   |

### Dickweiler
| Bild           | Bezeichnung                 | Lage                   | Beschreibung | Stufe | Eingetragen seit |
| -------------- | --------------------------- | ---------------------- | ------------ | ----- | ---------------- |
| Weitere Bilder | Kapelle Ste-Marie-Madeleine | rue Principale (Karte) |              | PCN   | 26. April 2019   |

### Girst
| Bild           | Bezeichnung    | Lage                 | Beschreibung | Stufe | Eingetragen seit |
| -------------- | -------------- | -------------------- | ------------ | ----- | ---------------- |
| Weitere Bilder | Kapelle St-Luc | Duerfstrooss (Karte) |              | PCN   | 26. April 2019   |

### Girsterklause
| Bild           | Bezeichnung        | Lage    | Beschreibung | Stufe | Eingetragen seit |
| -------------- | ------------------ | ------- | ------------ | ----- | ---------------- |
| Weitere Bilder | Kapelle Notre-Dame | (Karte) |              | PCN   | 20. Januar 1939  |

### Givenich
| Bild                                                                     | Bezeichnung                                                              | Lage                 | Beschreibung | Stufe | Eingetragen seit |
| ------------------------------------------------------------------------ | ------------------------------------------------------------------------ | -------------------- | ------------ | ----- | ---------------- |
| Gebäude des alten Bauernhofs Casel (mit Scheune und Wirtschaftsgebäuden) | Gebäude des alten Bauernhofs Casel (mit Scheune und Wirtschaftsgebäuden) | an der CR135 (Karte) |              | IS    | 19. Juli 2001    |

### Herborn
| Bild             | Bezeichnung                 | Lage                              | Beschreibung   | Stufe | Eingetragen seit |
| ---------------- | --------------------------- | --------------------------------- | -------------- | ----- | ---------------- |
| Wohnhaus         | Wohnhaus                    | 7, Fleeschgaass (Karte)           |                | PCN   | 13. März 2015    |
| Weitere Bilder   | Kirche St-Jacques-le-Majeur | 17, Haaptstrooss (Karte)          |                | PCN   | 23. April 2019   |
| Kapelle          | Kapelle                     | rue Principale (Karte)            |                | IS    | 30. Januar 1992  |
| Gebäude          | Gebäude                     | 40, rue Principale (Karte)        |                | IS    | 24. August 2006  |
| Haus mit Scheune | Haus mit Scheune            | 2, um Bierg (Karte)               |                | IS    | 3. August 2016   |
|                  | Archäologische Fundstätte   | op den Maueren, am Buedem (Karte) | römische Villa | IS    | 22. Mai 2019     |

### Moersdorf
| Bild           | Bezeichnung      | Lage              | Beschreibung | Stufe | Eingetragen seit |
| -------------- | ---------------- | ----------------- | ------------ | ----- | ---------------- |
| Weitere Bilder | Kirche St-Martin | um Kiesel (Karte) |              | PCN   | 23. April 2019   |

### Mompach
| Bild                 | Bezeichnung          | Lage                         | Beschreibung | Stufe | Eingetragen seit |
| -------------------- | -------------------- | ---------------------------- | ------------ | ----- | ---------------- |
| ehemaliger Bauernhof | ehemaliger Bauernhof | 28, Iewescht Strooss (Karte) |              | PCN   | 12. Oktober 2007 |
| Weitere Bilder       | Kirche St-Rémi       | 8, Duerfstrooss (Karte)      |              | PCN   | 23. April 2019   |
| Gebäude mit Kapelle  | Gebäude mit Kapelle  | 6, Duerfstrooss (Karte)      |              | PCN   | 26. Juni 2020    |

### Osweiler
| Bild                | Bezeichnung         | Lage                       | Beschreibung | Stufe | Eingetragen seit |
| ------------------- | ------------------- | -------------------------- | ------------ | ----- | ---------------- |
| Weitere Bilder      | Ste-Catherine       | rue Principale (Karte)     |              | PCN   | 23. April 2019   |
| zwei Kastanienbäume | zwei Kastanienbäume | an der CR139 (Karte)       |              | IS    | 25. Januar 2010  |
|                     | Gebäude             | 22, rue Principale (Karte) |              | IS    | 8. Januar 2021   |

### Rosport
| Bild                                        | Bezeichnung                                 | Lage                          | Beschreibung | Stufe | Eingetragen seit  |
| ------------------------------------------- | ------------------------------------------- | ----------------------------- | ------------ | ----- | ----------------- |
| Schloss Tudor mit Park                      | Schloss Tudor mit Park                      | rue Henri Tudor (Karte)       |              | PCN   | 13. November 2009 |
| Weitere Bilder                              | Kirche St-Michel                            | rue Henri Tudor (Karte)       |              | PCN   | 23. April 2019    |
| Schule                                      | Schule                                      | 10a, rue Henri Tudor (Karte)  |              | PCN   | 22. November 2019 |
| Schloss Irminenhof mit Park und alter Mühle | Schloss Irminenhof mit Park und alter Mühle | rue Henri Tudor (Karte)       |              | IS    | 30. Januar 1984   |
|                                             | Unterbauten aus gallo-römischer Zeit        | rue d’Echternach (Karte)      |              | IS    | 31. Oktober 1985  |
| Weitere Bilder                              | ehemaliger Bahnhof                          | 33, rue du Barrage (Karte)    |              | IS    | 14. November 2017 |
| Gebäude                                     | Gebäude                                     | 7, route d’Echternach (Karte) |              | IS    | 23. November 2018 |
| Gebäude                                     | Gebäude                                     | 8, route d’Echternach (Karte) |              | IS    | 23. November 2018 |

### Steinheim
| Bild           | Bezeichnung            | Lage                       | Beschreibung | Stufe | Eingetragen seit |
| -------------- | ---------------------- | -------------------------- | ------------ | ----- | ---------------- |
| Weitere Bilder | Kirche St-Assumptionis | rue du Village (Karte)     |              | PCN   | 23. April 2019   |
| Bauernhof      | Bauernhof              | 2, op Maeleck (Karte)      |              | PCN   | 22. Februar 2023 |
| Weitere Bilder | Kirche mit Grundstück  | rue du Village (Karte)     |              | IS    | 13. August 1984  |
| Bauernhof      | Bauernhof              | 40, rue du Village (Karte) |              | IS    | 3. August 2016   |

Legende: PCN – Immeubles et objets bénéficiant des effets de classement comme patrimoine culturel national; IS – Immeubles et objets inscrits à l’inventaire supplémentaire

## Quelle
- Liste des immeubles et objets beneficiant d’une protection nationales, Nationales Institut für das gebaute Erbe, Fassung vom 12. September 2022, S. 109 ff. (PDF)

- Karte mit allen Koordinaten:
- OSM |
- WikiMap

Bad Mondorf |
Bartringen |
Bauschleiden |
Bech |
Beckerich |
Befort |
Berdorf |
Bettemburg |
Bettendorf |
Betzdorf |
Bissen |
Biwer |
Burscheid |
Bous-Waldbredimus |
Clerf |
Colmar-Berg |
Consdorf |
Contern |
Dalheim |
Diekirch |
Differdingen |
Dippach |
Düdelingen |
Echternach |
Ell |
Ernztalgemeinde |
Erpeldingen an der Sauer |
Esch an der Alzette |
Esch an der Sauer |
Ettelbrück |
Fels |
Feulen |
Fischbach |
Flaxweiler |
Frisingen |
Garnich |
Goesdorf |
Grevenmacher |
Grosbous-Wahl |
Habscht |
Heffingen |
Helperknapp |
Hesperingen |
Junglinster |
Käerjeng |
Kayl |
Kehlen |
Kiischpelt |
Koerich |
Kopstal |
Lenningen |
Leudelingen |
Lintgen |
Lorentzweiler |
Luxemburg |
Mamer |
Manternach |
Mersch |
Mertert |
Mertzig |
Monnerich |
Niederanven |
Nommern |
Parc Hosingen |
Petingen |
Préizerdaul |
Pütscheid |
Rambruch |
Reckingen/Mess |
Redingen/Attert |
Reisdorf |
Remich |
Roeser |
Rosport-Mompach |
Rümelingen |
Saeul |
Sandweiler |
Sassenheim |
Schengen |
Schieren |
Schifflingen |
Schüttringen |
Stadtbredimus |
Stauseegemeinde |
Steinfort |
Steinsel |
Strassen |
Tandel |
Ulflingen |
Useldingen |
Vianden |
Vichten |
Waldbillig |
Walferdingen |
Weiler zum Turm |
Weiswampach |
Wiltz |
Winseler |
Wintger |
Wormeldingen